# ウィンチェスター侯爵
ウィンチェスター侯爵（ウィンチェスターこうしゃく、英語: Marquess of Winchester）はイングランド貴族の侯爵位。テューダー朝の廷臣ウィリアム・ポーレットが1551年に叙されたのに始まり、その男系子孫ポーレット家に代々継承されている。1689年に6代ウィンチェスター侯爵チャールズ・ポーレットがボルトン公爵に叙せられたことで以降6代にわたってウィンチェスター侯爵位はボルトン公爵位の従属爵位となっていたが、1794年にボルトン公爵位が廃絶。それ以降はウィンチェスター侯爵位が最上位爵位に戻って現在まで存続している。2022年現在の保有者は19代ウィンチェスター侯爵クリストファー・ポーレットである。

## 歴史
宮内長官、王室家政長官、枢密院議長、大蔵卿などの官職を歴任したテューダー朝の廷臣ウィリアム・ポーレット (1483頃-1572) は、1539年3月9日にイングランド貴族爵位ベイジングのセントジョン男爵(Baron St John of Basing)、1550年1月19日にイングランド貴族爵位ウィルトシャー伯爵(Earl of Wiltshire)、そして1551年10月12日にウィンチェスター侯爵に叙せられた。彼は1535年にハンプシャー・オールド・ベイジングにベイジング・ハウスを建設し、以降ここはウィンチェスター侯爵家の本邸となった。

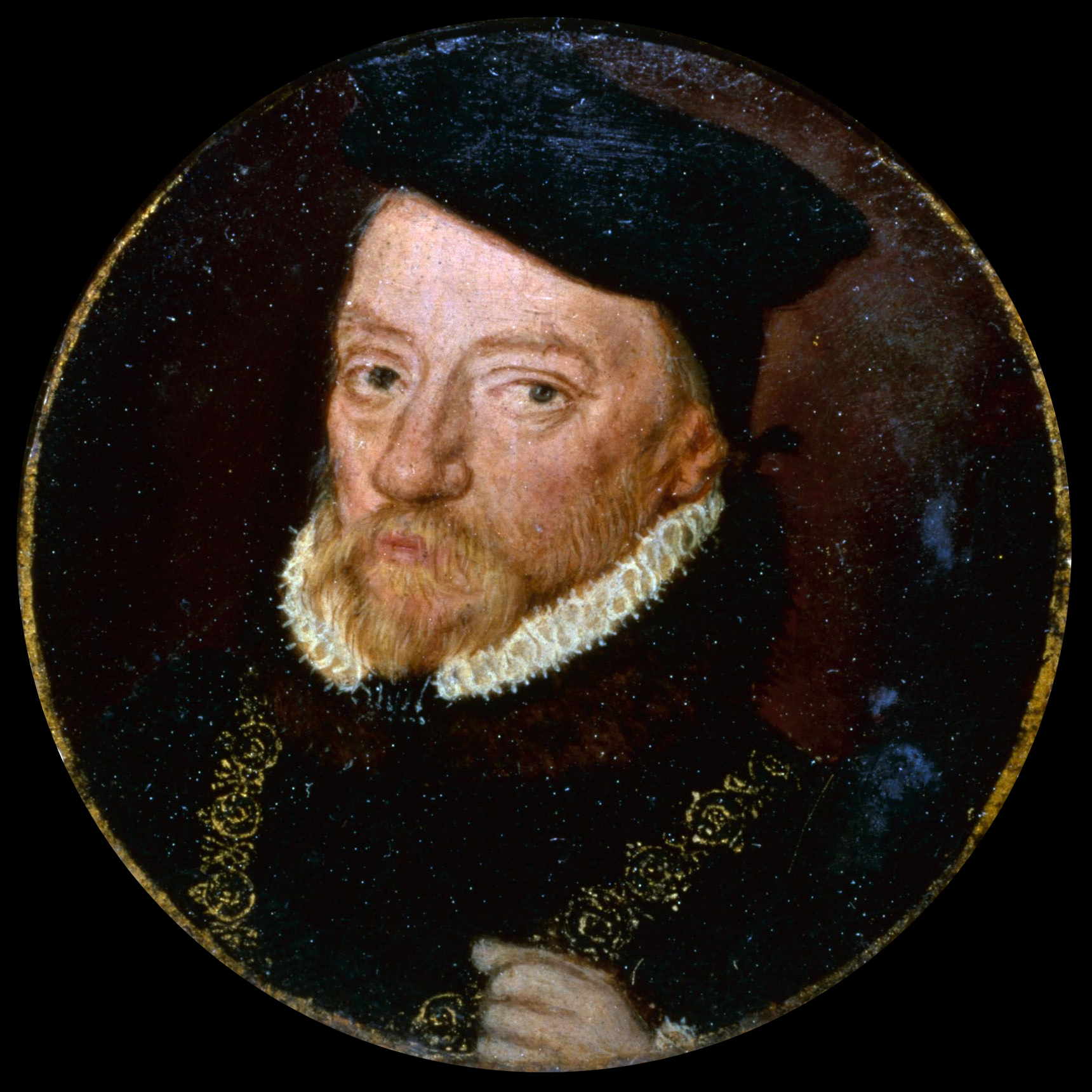
初代ウィンチェスター侯爵ウィリアム・ポーレット

1572年に第4代ノーフォーク公爵トマス・ハワードが大逆罪で処刑されて唯一の公爵位だったノーフォーク公爵位が剥奪されて以降半世紀ほど公爵位が不在となったので唯一の侯爵位だったウィンチェスター侯爵がイングランド貴族の最高位となっていた。
初代侯の玄孫にあたり、清教徒革命（イングランド内戦）期の当主である5代侯ジョン(1598頃–1674)はカトリック教徒の王党派だったため、ウィンチェスター侯爵家の邸宅ベイジング・ハウスは第一次イングランド内戦（1642年 - 1646年）で2回議会派に包囲された。1回目は1643年11月で、ウィリアム・ウォラーの議会軍に包囲されたが、守備隊の奮戦で退けた。2回目は1645年10月で、オリバー・クロムウェルが率いるニューモデル軍に1週間包囲され、前回とは異なり短期間で陥落、多くの美術品が兵士に略奪された末に放火され焼失、主の5代侯も議会派に捕らえられるという散々な結末となった。
その息子の6代侯チャールズ(1630頃-1699) は、王政復古後の議会で庶民院議員、貴族院議員として活躍。名誉革命の際にはジェームズ2世を見限ってオラニエ公ウィレム3世（ウィリアム3世）を支持し、その功績で革命成功後の1689年4月9日にはイングランド貴族ボルトン公爵 (Duke of Bolton) に叙位された。 初代ボルトン公はベイジング・ハウスに残されていた建物を取り壊してハンプシャー・ベイジングストーク・ハックウッドに邸宅を立てた
名誉革命後のボルトン公爵家の当主たちは代々ホイッグ党の議員を務めた。
初代ボルトン公の孫にあたる3代ボルトン公・8代ウィンチェスター侯チャールズ・ポーレット (1685–1754) は襲爵前の1717年4月12日にベイジングのポーレット男爵 (Baron Pawlett of Basing) として繰上勅書の発行を受けて貴族院議員となっているが、本来は先述のベイジングのセントジョン男爵が侯爵の従属爵位であるため、新規にポーレット男爵位が創設されたものとみなされる（いわゆる錯誤により創設された男爵）。ただし、彼が嗣子なく没したため爵位は廃絶して、彼一代の問題で終わっている。
初代ボルトン公の曽孫である6代ボルトン公・11代ウィンチェスター侯ハリー・ポーレット(1720–1794) が男子を残さず死去した際にボルトン公爵位の継承資格者はなくなり、廃絶した。
一方、ウィンチェスター侯爵位・ウィルトシャー伯爵位・セントジョン男爵位は4代ウィンチェスター侯ウィリアム・ポーレット(1560頃–1628) の三男ヘンリー (-1672) の曽孫にあたるジョージ・ポーレット(1722–1800)（12代侯爵）に継承された。
現在の当主はその7世孫にあたる19代ウィンチェスター侯クリストファー・ポーレット (1969 -) である。
紋章に刻まれるモットーは「勤王を愛せ (Aimez Loyaulte) 」

## 現当主の保有爵位
現当主クリストファー・ポーレットは以下の爵位を保有している。
- 第19代ウィンチェスター侯爵 (18th Marquess of Wincheste)
(1551年10月12日の勅許状によるイングランド貴族爵位)
- 第19代ウィルトシャー伯爵（英語版） (18th Earl of Wiltshire)
(1550年1月19日の勅許状によるイングランド貴族爵位) ※法定推定相続人の儀礼称号
- 第19代ベイジングのセントジョン男爵（英語版） (18th Baron St John of Basing)
(1539年3月9日の勅許状によるイングランド貴族爵位) ※法定推定相続人の法定推定相続人の儀礼称号

## 一覧

### ウィンチェスター侯 (1551年)
- 初代ウィンチェスター侯ウィリアム・ポーレット (1483頃-1572)
- 2代ウィンチェスター侯ジョン・ポーレット（英語版） (1517頃–1576)
- 3代ウィンチェスター侯ウィリアム・ポーレット（英語版） (1535頃–1598)
- 4代ウィンチェスター侯ウィリアム・ポーレット（英語版） (1560頃–1628)
- 5代ウィンチェスター侯ジョン・ポーレット（英語版） (1598頃–1674)
- 6代ウィンチェスター侯チャールズ・ポーレット（英語版） (1630頃-1699) 
  - 1689年にボルトン公爵に叙される

### ボルトン公 (1689年)
- 初代ボルトン公・6代ウィンチェスター侯チャールズ・ポーレット（英語版） (1630頃-1699)
- 2代ボルトン公・7代ウィンチェスター侯チャールズ・ポーレット (1661–1722)
- 3代ボルトン公・8代ウィンチェスター侯チャールズ・ポーレット (1685–1754)
- 4代ボルトン公・9代ウィンチェスター侯ハリー・ポーレット (1691–1759)
- 5代ボルトン公・10代ウィンチェスター侯チャールズ・ポーレット (d. 1765)
- 6代ボルトン公・11代ウィンチェスター侯ハリー・ポーレット（英語版） (1720–1794)
  - ボルトン公爵位廃絶

### ウィンチェスター侯 (1551年)
- 12代ウィンチェスター侯ジョージ・ポーレット（英語版） (1722–1800)
- 13代ウィンチェスター侯チャールズ・インゴールズビー・ポーレット（英語版） (1765–1843)
- 14代ウィンチェスター侯ジョン・ポーレット（英語版） (1801–1887)
- 15代ウィンチェスター侯オーガスタス・ジョン・ヘンリー・ボーモント・ポーレット（英語版） (1858–1899)
- 16代ウィンチェスター侯ヘンリー・ウィリアム・モンタギュー・ポーレット（英語版） (1862–1962)
- 17代ウィンチェスター侯リチャード・チャールズ・ポーレット（英語版） (1905–1968)
- 18代ウィンチェスター侯ナイジェル・ジョージ・ポーレット (1941-2016)
- 19代ウィンチェスター侯クリストファー・ジョン・ヒルトン・ポーレット (1969 -)
  - 法定推定相続人は、現当主の息子ウィルトシャー伯爵（儀礼称号）マイケル・ジョン・ポーレット (1999 -)

## 家系図
| 1551年ウィンチェスター侯                                               |                                                                        |                                                                        |                                                                        |                                                                        |                                                                        |                                                                     |                                                                     |                                                                        |                                                                        |                                                                        |                                                                        |                                                                        |                                                                        |                                                                     |                                                                     |                                                                     |                                                                     |                                                             |                                                             |                                                       |                                                       |                                                           |                                                           |                                                           |                                                           |                                                           |                                                           |                                                           |                                                           |                                                           |                                                           |                                    |                                    |                                                           |                                    |                                  |                                  |                                  |                                  |  |  |  |  |  |  |  |  |  |  |  |  |  |  |  |  |  |  |
| 初代ウィンチェスター侯 ウィリアム・ポーレット (1483頃–1572)            |                                                                        |                                                                        |                                                                        |                                                                        |                                                                        |                                                                     |                                                                     |                                                                        |                                                                        |                                                                        |                                                                        |                                                                        |                                                                        |                                                                     |                                                                     |                                                                     |                                                                     |                                                             |                                                             |                                                       |                                                       |                                                           |                                                           |                                                           |                                                           |                                                           |                                                           |                                                           |                                                           |                                                           |                                                           |                                    |                                    |                                                           |                                    |                                  |                                  |                                  |                                  |  |  |  |  |  |  |  |  |  |  |  |  |  |  |  |  |  |  |
|                                                                        |                                                                        |                                                                        |                                                                        |                                                                        |                                                                        |                                                                     |                                                                     |                                                                        |                                                                        |                                                                        |                                                                        |                                                                        |                                                                        |                                                                     |                                                                     |                                                                     |                                                                     |                                                             |                                                             |                                                       |                                                       |                                                           |                                                           |                                                           |                                                           |                                                           |                                                           |                                                           |                                                           |                                                           |                                                           |                                    |                                    |                                                           |                                    |                                  |                                  |                                  |                                  |  |  |  |  |  |  |  |  |  |  |  |  |  |  |  |  |  |  |
| 2代ウィンチェスター侯 ジョン・ポーレット (1517頃–1576)                 |                                                                        |                                                                        |                                                                        |                                                                        |                                                                        |                                                                     |                                                                     |                                                                        |                                                                        |                                                                        |                                                                        |                                                                        |                                                                        |                                                                     |                                                                     |                                                                     |                                                                     |                                                             |                                                             |                                                       |                                                       |                                                           |                                                           |                                                           |                                                           |                                                           |                                                           |                                                           |                                                           |                                                           |                                                           |                                    |                                    |                                                           |                                    |                                  |                                  |                                  |                                  |  |  |  |  |  |  |  |  |  |  |  |  |  |  |  |  |  |  |
|                                                                        |                                                                        |                                                                        |                                                                        |                                                                        |                                                                        |                                                                     |                                                                     |                                                                        |                                                                        |                                                                        |                                                                        |                                                                        |                                                                        |                                                                     |                                                                     |                                                                     |                                                                     |                                                             |                                                             |                                                       |                                                       |                                                           |                                                           |                                                           |                                                           |                                                           |                                                           |                                                           |                                                           |                                                           |                                                           |                                    |                                    |                                                           |                                    |                                  |                                  |                                  |                                  |  |  |  |  |  |  |  |  |  |  |  |  |  |  |  |  |  |  |
| 3代ウィンチェスター侯 ウィリアム・ポーレット (1535頃–1598)             |                                                                        |                                                                        |                                                                        |                                                                        |                                                                        |                                                                     |                                                                     |                                                                        |                                                                        |                                                                        |                                                                        |                                                                        |                                                                        |                                                                     |                                                                     |                                                                     |                                                                     |                                                             |                                                             |                                                       |                                                       |                                                           |                                                           |                                                           |                                                           |                                                           |                                                           |                                                           |                                                           |                                                           |                                                           |                                    |                                    |                                                           |                                    |                                  |                                  |                                  |                                  |  |  |  |  |  |  |  |  |  |  |  |  |  |  |  |  |  |  |
|                                                                        |                                                                        |                                                                        |                                                                        |                                                                        |                                                                        |                                                                     |                                                                     |                                                                        |                                                                        |                                                                        |                                                                        |                                                                        |                                                                        |                                                                     |                                                                     |                                                                     |                                                                     |                                                             |                                                             |                                                       |                                                       |                                                           |                                                           |                                                           |                                                           |                                                           |                                                           |                                                           |                                                           |                                                           |                                                           |                                    |                                    |                                                           |                                    |                                  |                                  |                                  |                                  |  |  |  |  |  |  |  |  |  |  |  |  |  |  |  |  |  |  |
| 4代ウィンチェスター侯 ウィリアム・ポーレット (1560頃–1628)             |                                                                        |                                                                        |                                                                        |                                                                        |                                                                        |                                                                     |                                                                     |                                                                        |                                                                        |                                                                        |                                                                        |                                                                        |                                                                        |                                                                     |                                                                     |                                                                     |                                                                     |                                                             |                                                             |                                                       |                                                       |                                                           |                                                           |                                                           |                                                           |                                                           |                                                           |                                                           |                                                           |                                                           |                                                           |                                    |                                    |                                                           |                                    |                                  |                                  |                                  |                                  |  |  |  |  |  |  |  |  |  |  |  |  |  |  |  |  |  |  |
|                                                                        |                                                                        |                                                                        |                                                                        |                                                                        |                                                                        |                                                                     |                                                                     |                                                                        |                                                                        |                                                                        |                                                                        |                                                                        |                                                                        |                                                                     |                                                                     |                                                                     |                                                                     |                                                             |                                                             |                                                       |                                                       |                                                           |                                                           |                                                           |                                                           |                                                           |                                                           |                                                           |                                                           |                                                           |                                                           |                                    |                                    |                                                           |                                    |                                  |                                  |                                  |                                  |  |  |  |  |  |  |  |  |  |  |  |  |  |  |  |  |  |  |
|                                                                        |                                                                        |                                                                        |                                                                        |                                                                        |                                                                        |                                                                     |                                                                     |                                                                        |                                                                        |                                                                        |                                                                        |                                                                        |                                                                        |                                                                     |                                                                     |                                                                     |                                                                     |                                                             |                                                             |                                                       |                                                       |                                                           |                                                           |                                                           |                                                           |                                                           |                                                           |                                                           |                                                           |                                                           |                                                           |                                    |                                    |                                                           |                                    |                                  |                                  |                                  |                                  |  |  |  |  |  |  |  |  |  |  |  |  |  |  |  |  |  |  |
| ウィルトシャー伯(儀礼称号) ウィリアム・ポーレット (1588頃 – 1621)      | ウィルトシャー伯(儀礼称号) ウィリアム・ポーレット (1588頃 – 1621)      | ウィルトシャー伯(儀礼称号) ウィリアム・ポーレット (1588頃 – 1621)      | ウィルトシャー伯(儀礼称号) ウィリアム・ポーレット (1588頃 – 1621)      | ウィルトシャー伯(儀礼称号) ウィリアム・ポーレット (1588頃 – 1621)      | ウィルトシャー伯(儀礼称号) ウィリアム・ポーレット (1588頃 – 1621)      |                                                                     |                                                                     | 5代ウィンチェスター侯 ジョン・ポーレット (1598頃–1674)                 | 5代ウィンチェスター侯 ジョン・ポーレット (1598頃–1674)                 | 5代ウィンチェスター侯 ジョン・ポーレット (1598頃–1674)                 | 5代ウィンチェスター侯 ジョン・ポーレット (1598頃–1674)                 | 5代ウィンチェスター侯 ジョン・ポーレット (1598頃–1674)                 | 5代ウィンチェスター侯 ジョン・ポーレット (1598頃–1674)                 |                                                                     |                                                                     |                                                                     |                                                                     |                                                             |                                                             |                                                       |                                                       | ヘンリー・ポーレット (–1672)                              | ヘンリー・ポーレット (–1672)                              | ヘンリー・ポーレット (–1672)                              | ヘンリー・ポーレット (–1672)                              | ヘンリー・ポーレット (–1672)                              | ヘンリー・ポーレット (–1672)                              |                                                           |                                                           |                                                           |                                                           |                                    |                                    |                                                           |                                    |                                  |                                  |                                  |                                  |  |  |  |  |  |  |  |  |  |  |  |  |  |  |  |  |  |  |
| ウィルトシャー伯(儀礼称号) ウィリアム・ポーレット (1588頃 – 1621)      | ウィルトシャー伯(儀礼称号) ウィリアム・ポーレット (1588頃 – 1621)      | ウィルトシャー伯(儀礼称号) ウィリアム・ポーレット (1588頃 – 1621)      | ウィルトシャー伯(儀礼称号) ウィリアム・ポーレット (1588頃 – 1621)      | ウィルトシャー伯(儀礼称号) ウィリアム・ポーレット (1588頃 – 1621)      | ウィルトシャー伯(儀礼称号) ウィリアム・ポーレット (1588頃 – 1621)      |                                                                     |                                                                     | 5代ウィンチェスター侯 ジョン・ポーレット (1598頃–1674)                 | 5代ウィンチェスター侯 ジョン・ポーレット (1598頃–1674)                 | 5代ウィンチェスター侯 ジョン・ポーレット (1598頃–1674)                 | 5代ウィンチェスター侯 ジョン・ポーレット (1598頃–1674)                 | 5代ウィンチェスター侯 ジョン・ポーレット (1598頃–1674)                 | 5代ウィンチェスター侯 ジョン・ポーレット (1598頃–1674)                 |                                                                     |                                                                     |                                                                     |                                                                     |                                                             |                                                             |                                                       |                                                       | ヘンリー・ポーレット (–1672)                              | ヘンリー・ポーレット (–1672)                              | ヘンリー・ポーレット (–1672)                              | ヘンリー・ポーレット (–1672)                              | ヘンリー・ポーレット (–1672)                              | ヘンリー・ポーレット (–1672)                              |                                                           |                                                           |                                                           |                                                           |                                    |                                    |                                                           |                                    |                                  |                                  |                                  |                                  |  |  |  |  |  |  |  |  |  |  |  |  |  |  |  |  |  |  |
|                                                                        |                                                                        |                                                                        |                                                                        |                                                                        |                                                                        |                                                                     |                                                                     | 1689年ボルトン公                                                       |                                                                        |                                                                        |                                                                        |                                                                        |                                                                        |                                                                     |                                                                     |                                                                     |                                                                     |                                                             |                                                             |                                                       |                                                       |                                                           |                                                           |                                                           |                                                           |                                                           |                                                           |                                                           |                                                           |                                                           |                                                           |                                    |                                    |                                                           |                                    |                                  |                                  |                                  |                                  |  |  |  |  |  |  |  |  |  |  |  |  |  |  |  |  |  |  |
|                                                                        |                                                                        |                                                                        |                                                                        |                                                                        |                                                                        |                                                                     |                                                                     | 初代ボルトン公 6代ウィンチェスター侯 チャールズ・ポーレット (–1699)    | 初代ボルトン公 6代ウィンチェスター侯 チャールズ・ポーレット (–1699)    | 初代ボルトン公 6代ウィンチェスター侯 チャールズ・ポーレット (–1699)    | 初代ボルトン公 6代ウィンチェスター侯 チャールズ・ポーレット (–1699)    | 初代ボルトン公 6代ウィンチェスター侯 チャールズ・ポーレット (–1699)    | 初代ボルトン公 6代ウィンチェスター侯 チャールズ・ポーレット (–1699)    |                                                                     |                                                                     |                                                                     |                                                                     |                                                             |                                                             |                                                       |                                                       | フランシス・ポーレット (1645頃–1696)                      | フランシス・ポーレット (1645頃–1696)                      | フランシス・ポーレット (1645頃–1696)                      | フランシス・ポーレット (1645頃–1696)                      | フランシス・ポーレット (1645頃–1696)                      | フランシス・ポーレット (1645頃–1696)                      |                                                           |                                                           |                                                           |                                                           |                                    |                                    |                                                           |                                    |                                  |                                  |                                  |                                  |  |  |  |  |  |  |  |  |  |  |  |  |  |  |  |  |  |  |
|                                                                        |                                                                        |                                                                        |                                                                        |                                                                        |                                                                        |                                                                     |                                                                     | 初代ボルトン公 6代ウィンチェスター侯 チャールズ・ポーレット (–1699)    | 初代ボルトン公 6代ウィンチェスター侯 チャールズ・ポーレット (–1699)    | 初代ボルトン公 6代ウィンチェスター侯 チャールズ・ポーレット (–1699)    | 初代ボルトン公 6代ウィンチェスター侯 チャールズ・ポーレット (–1699)    | 初代ボルトン公 6代ウィンチェスター侯 チャールズ・ポーレット (–1699)    | 初代ボルトン公 6代ウィンチェスター侯 チャールズ・ポーレット (–1699)    |                                                                     |                                                                     |                                                                     |                                                                     |                                                             |                                                             |                                                       |                                                       | フランシス・ポーレット (1645頃–1696)                      | フランシス・ポーレット (1645頃–1696)                      | フランシス・ポーレット (1645頃–1696)                      | フランシス・ポーレット (1645頃–1696)                      | フランシス・ポーレット (1645頃–1696)                      | フランシス・ポーレット (1645頃–1696)                      |                                                           |                                                           |                                                           |                                                           |                                    |                                    |                                                           |                                    |                                  |                                  |                                  |                                  |  |  |  |  |  |  |  |  |  |  |  |  |  |  |  |  |  |  |
|                                                                        |                                                                        |                                                                        |                                                                        |                                                                        |                                                                        |                                                                     |                                                                     | 2代ボルトン公 7代ウィンチェスター侯 チャールズ・ポーレット (1661–1722) | 2代ボルトン公 7代ウィンチェスター侯 チャールズ・ポーレット (1661–1722) | 2代ボルトン公 7代ウィンチェスター侯 チャールズ・ポーレット (1661–1722) | 2代ボルトン公 7代ウィンチェスター侯 チャールズ・ポーレット (1661–1722) | 2代ボルトン公 7代ウィンチェスター侯 チャールズ・ポーレット (1661–1722) | 2代ボルトン公 7代ウィンチェスター侯 チャールズ・ポーレット (1661–1722) |                                                                     |                                                                     |                                                                     |                                                                     |                                                             |                                                             |                                                       |                                                       | ノートン・ポーレット (1679頃–1741)                        | ノートン・ポーレット (1679頃–1741)                        | ノートン・ポーレット (1679頃–1741)                        | ノートン・ポーレット (1679頃–1741)                        | ノートン・ポーレット (1679頃–1741)                        | ノートン・ポーレット (1679頃–1741)                        |                                                           |                                                           |                                                           |                                                           |                                    |                                    |                                                           |                                    |                                  |                                  |                                  |                                  |  |  |  |  |  |  |  |  |  |  |  |  |  |  |  |  |  |  |
|                                                                        |                                                                        |                                                                        |                                                                        |                                                                        |                                                                        |                                                                     |                                                                     | 2代ボルトン公 7代ウィンチェスター侯 チャールズ・ポーレット (1661–1722) | 2代ボルトン公 7代ウィンチェスター侯 チャールズ・ポーレット (1661–1722) | 2代ボルトン公 7代ウィンチェスター侯 チャールズ・ポーレット (1661–1722) | 2代ボルトン公 7代ウィンチェスター侯 チャールズ・ポーレット (1661–1722) | 2代ボルトン公 7代ウィンチェスター侯 チャールズ・ポーレット (1661–1722) | 2代ボルトン公 7代ウィンチェスター侯 チャールズ・ポーレット (1661–1722) |                                                                     |                                                                     |                                                                     |                                                                     |                                                             |                                                             |                                                       |                                                       | ノートン・ポーレット (1679頃–1741)                        | ノートン・ポーレット (1679頃–1741)                        | ノートン・ポーレット (1679頃–1741)                        | ノートン・ポーレット (1679頃–1741)                        | ノートン・ポーレット (1679頃–1741)                        | ノートン・ポーレット (1679頃–1741)                        |                                                           |                                                           |                                                           |                                                           |                                    |                                    |                                                           |                                    |                                  |                                  |                                  |                                  |  |  |  |  |  |  |  |  |  |  |  |  |  |  |  |  |  |  |
|                                                                        |                                                                        |                                                                        |                                                                        |                                                                        |                                                                        |                                                                     |                                                                     |                                                                        |                                                                        |                                                                        |                                                                        |                                                                        |                                                                        |                                                                     |                                                                     |                                                                     |                                                                     |                                                             |                                                             |                                                       |                                                       |                                                           |                                                           |                                                           |                                                           |                                                           |                                                           |                                                           |                                                           |                                                           |                                                           |                                    |                                    |                                                           |                                    |                                  |                                  |                                  |                                  |  |  |  |  |  |  |  |  |  |  |  |  |  |  |  |  |  |  |
| 3代ボルトン公 8代ウィンチェスター侯 チャールズ・ポーレット (1685–1754) | 3代ボルトン公 8代ウィンチェスター侯 チャールズ・ポーレット (1685–1754) | 3代ボルトン公 8代ウィンチェスター侯 チャールズ・ポーレット (1685–1754) | 3代ボルトン公 8代ウィンチェスター侯 チャールズ・ポーレット (1685–1754) | 3代ボルトン公 8代ウィンチェスター侯 チャールズ・ポーレット (1685–1754) | 3代ボルトン公 8代ウィンチェスター侯 チャールズ・ポーレット (1685–1754) |                                                                     |                                                                     | 4代ボルトン公 9代ウィンチェスター侯 ハリー・ポーレット (1691–1759)     | 4代ボルトン公 9代ウィンチェスター侯 ハリー・ポーレット (1691–1759)     | 4代ボルトン公 9代ウィンチェスター侯 ハリー・ポーレット (1691–1759)     | 4代ボルトン公 9代ウィンチェスター侯 ハリー・ポーレット (1691–1759)     | 4代ボルトン公 9代ウィンチェスター侯 ハリー・ポーレット (1691–1759)     | 4代ボルトン公 9代ウィンチェスター侯 ハリー・ポーレット (1691–1759)     |                                                                     |                                                                     |                                                                     |                                                                     |                                                             |                                                             |                                                       |                                                       | 12代ウィンチェスター侯 ジョージ・ポーレット (1722–1800)   | 12代ウィンチェスター侯 ジョージ・ポーレット (1722–1800)   | 12代ウィンチェスター侯 ジョージ・ポーレット (1722–1800)   | 12代ウィンチェスター侯 ジョージ・ポーレット (1722–1800)   | 12代ウィンチェスター侯 ジョージ・ポーレット (1722–1800)   | 12代ウィンチェスター侯 ジョージ・ポーレット (1722–1800)   |                                                           |                                                           |                                                           |                                                           |                                    |                                    |                                                           |                                    |                                  |                                  |                                  |                                  |  |  |  |  |  |  |  |  |  |  |  |  |  |  |  |  |  |  |
| 3代ボルトン公 8代ウィンチェスター侯 チャールズ・ポーレット (1685–1754) | 3代ボルトン公 8代ウィンチェスター侯 チャールズ・ポーレット (1685–1754) | 3代ボルトン公 8代ウィンチェスター侯 チャールズ・ポーレット (1685–1754) | 3代ボルトン公 8代ウィンチェスター侯 チャールズ・ポーレット (1685–1754) | 3代ボルトン公 8代ウィンチェスター侯 チャールズ・ポーレット (1685–1754) | 3代ボルトン公 8代ウィンチェスター侯 チャールズ・ポーレット (1685–1754) |                                                                     |                                                                     | 4代ボルトン公 9代ウィンチェスター侯 ハリー・ポーレット (1691–1759)     | 4代ボルトン公 9代ウィンチェスター侯 ハリー・ポーレット (1691–1759)     | 4代ボルトン公 9代ウィンチェスター侯 ハリー・ポーレット (1691–1759)     | 4代ボルトン公 9代ウィンチェスター侯 ハリー・ポーレット (1691–1759)     | 4代ボルトン公 9代ウィンチェスター侯 ハリー・ポーレット (1691–1759)     | 4代ボルトン公 9代ウィンチェスター侯 ハリー・ポーレット (1691–1759)     |                                                                     |                                                                     |                                                                     |                                                                     |                                                             |                                                             |                                                       |                                                       | 12代ウィンチェスター侯 ジョージ・ポーレット (1722–1800)   | 12代ウィンチェスター侯 ジョージ・ポーレット (1722–1800)   | 12代ウィンチェスター侯 ジョージ・ポーレット (1722–1800)   | 12代ウィンチェスター侯 ジョージ・ポーレット (1722–1800)   | 12代ウィンチェスター侯 ジョージ・ポーレット (1722–1800)   | 12代ウィンチェスター侯 ジョージ・ポーレット (1722–1800)   |                                                           |                                                           |                                                           |                                                           |                                    |                                    |                                                           |                                    |                                  |                                  |                                  |                                  |  |  |  |  |  |  |  |  |  |  |  |  |  |  |  |  |  |  |
|                                                                        |                                                                        |                                                                        |                                                                        |                                                                        |                                                                        |                                                                     |                                                                     |                                                                        |                                                                        |                                                                        |                                                                        |                                                                        |                                                                        |                                                                     |                                                                     |                                                                     |                                                                     |                                                             |                                                             |                                                       |                                                       |                                                           |                                                           |                                                           |                                                           |                                                           |                                                           |                                                           |                                                           |                                                           |                                                           |                                    |                                    |                                                           |                                    |                                  |                                  |                                  |                                  |  |  |  |  |  |  |  |  |  |  |  |  |  |  |  |  |  |  |
|                                                                        |                                                                        |                                                                        |                                                                        | 5代ボルトン公 10代ウィンチェスター侯 チャールズ・ポーレット (–1765)    | 5代ボルトン公 10代ウィンチェスター侯 チャールズ・ポーレット (–1765)    | 5代ボルトン公 10代ウィンチェスター侯 チャールズ・ポーレット (–1765) | 5代ボルトン公 10代ウィンチェスター侯 チャールズ・ポーレット (–1765) | 5代ボルトン公 10代ウィンチェスター侯 チャールズ・ポーレット (–1765)    | 5代ボルトン公 10代ウィンチェスター侯 チャールズ・ポーレット (–1765)    |                                                                        |                                                                        | 6代ボルトン公 11代ウィンチェスター侯 ハリー・ポーレット (1720–1794)    | 6代ボルトン公 11代ウィンチェスター侯 ハリー・ポーレット (1720–1794)    | 6代ボルトン公 11代ウィンチェスター侯 ハリー・ポーレット (1720–1794) | 6代ボルトン公 11代ウィンチェスター侯 ハリー・ポーレット (1720–1794) | 6代ボルトン公 11代ウィンチェスター侯 ハリー・ポーレット (1720–1794) | 6代ボルトン公 11代ウィンチェスター侯 ハリー・ポーレット (1720–1794) |                                                             |                                                             |                                                       |                                                       | 13代ウィンチェスター侯 チャールズ・ポーレット (1765–1843) | 13代ウィンチェスター侯 チャールズ・ポーレット (1765–1843) | 13代ウィンチェスター侯 チャールズ・ポーレット (1765–1843) | 13代ウィンチェスター侯 チャールズ・ポーレット (1765–1843) | 13代ウィンチェスター侯 チャールズ・ポーレット (1765–1843) | 13代ウィンチェスター侯 チャールズ・ポーレット (1765–1843) |                                                           |                                                           |                                                           |                                                           |                                    |                                    |                                                           |                                    |                                  |                                  |                                  |                                  |  |  |  |  |  |  |  |  |  |  |  |  |  |  |  |  |  |  |
|                                                                        |                                                                        |                                                                        |                                                                        | 5代ボルトン公 10代ウィンチェスター侯 チャールズ・ポーレット (–1765)    | 5代ボルトン公 10代ウィンチェスター侯 チャールズ・ポーレット (–1765)    | 5代ボルトン公 10代ウィンチェスター侯 チャールズ・ポーレット (–1765) | 5代ボルトン公 10代ウィンチェスター侯 チャールズ・ポーレット (–1765) | 5代ボルトン公 10代ウィンチェスター侯 チャールズ・ポーレット (–1765)    | 5代ボルトン公 10代ウィンチェスター侯 チャールズ・ポーレット (–1765)    |                                                                        |                                                                        | 6代ボルトン公 11代ウィンチェスター侯 ハリー・ポーレット (1720–1794)    | 6代ボルトン公 11代ウィンチェスター侯 ハリー・ポーレット (1720–1794)    | 6代ボルトン公 11代ウィンチェスター侯 ハリー・ポーレット (1720–1794) | 6代ボルトン公 11代ウィンチェスター侯 ハリー・ポーレット (1720–1794) | 6代ボルトン公 11代ウィンチェスター侯 ハリー・ポーレット (1720–1794) | 6代ボルトン公 11代ウィンチェスター侯 ハリー・ポーレット (1720–1794) | 1794年ボルトン公廃絶                                        |                                                             |                                                       |                                                       | 13代ウィンチェスター侯 チャールズ・ポーレット (1765–1843) | 13代ウィンチェスター侯 チャールズ・ポーレット (1765–1843) | 13代ウィンチェスター侯 チャールズ・ポーレット (1765–1843) | 13代ウィンチェスター侯 チャールズ・ポーレット (1765–1843) | 13代ウィンチェスター侯 チャールズ・ポーレット (1765–1843) | 13代ウィンチェスター侯 チャールズ・ポーレット (1765–1843) |                                                           |                                                           |                                                           |                                                           |                                    |                                    |                                                           |                                    |                                  |                                  |                                  |                                  |  |  |  |  |  |  |  |  |  |  |  |  |  |  |  |  |  |  |
|                                                                        |                                                                        |                                                                        |                                                                        |                                                                        |                                                                        |                                                                     |                                                                     |                                                                        |                                                                        |                                                                        |                                                                        |                                                                        |                                                                        |                                                                     |                                                                     |                                                                     |                                                                     |                                                             |                                                             |                                                       |                                                       |                                                           |                                                           |                                                           |                                                           |                                                           |                                                           |                                                           |                                                           |                                                           |                                                           |                                    |                                    |                                                           |                                    |                                  |                                  |                                  |                                  |  |  |  |  |  |  |  |  |  |  |  |  |  |  |  |  |  |  |
|                                                                        |                                                                        |                                                                        |                                                                        |                                                                        |                                                                        |                                                                     |                                                                     |                                                                        |                                                                        |                                                                        |                                                                        |                                                                        |                                                                        |                                                                     |                                                                     |                                                                     |                                                                     |                                                             |                                                             |                                                       |                                                       |                                                           |                                                           |                                                           |                                                           |                                                           |                                                           |                                                           |                                                           |                                                           |                                                           |                                    |                                    |                                                           |                                    |                                  |                                  |                                  |                                  |  |  |  |  |  |  |  |  |  |  |  |  |  |  |  |  |  |  |
|                                                                        |                                                                        |                                                                        |                                                                        |                                                                        |                                                                        |                                                                     |                                                                     |                                                                        |                                                                        |                                                                        |                                                                        |                                                                        |                                                                        |                                                                     |                                                                     |                                                                     |                                                                     | 14代ウィンチェスター侯 ジョン・ポーレット (1801–1887)       | 14代ウィンチェスター侯 ジョン・ポーレット (1801–1887)       | 14代ウィンチェスター侯 ジョン・ポーレット (1801–1887) | 14代ウィンチェスター侯 ジョン・ポーレット (1801–1887) | 14代ウィンチェスター侯 ジョン・ポーレット (1801–1887)     | 14代ウィンチェスター侯 ジョン・ポーレット (1801–1887)     |                                                           |                                                           |                                                           |                                                           |                                                           |                                                           | チャールズ・ポーレット (1802–1870)                        | チャールズ・ポーレット (1802–1870)                        | チャールズ・ポーレット (1802–1870) | チャールズ・ポーレット (1802–1870) | チャールズ・ポーレット (1802–1870)                        | チャールズ・ポーレット (1802–1870) |                                  |                                  |                                  |                                  |  |  |  |  |  |  |  |  |  |  |  |  |  |  |  |  |  |  |
|                                                                        |                                                                        |                                                                        |                                                                        |                                                                        |                                                                        |                                                                     |                                                                     |                                                                        |                                                                        |                                                                        |                                                                        |                                                                        |                                                                        |                                                                     |                                                                     |                                                                     |                                                                     | 14代ウィンチェスター侯 ジョン・ポーレット (1801–1887)       | 14代ウィンチェスター侯 ジョン・ポーレット (1801–1887)       | 14代ウィンチェスター侯 ジョン・ポーレット (1801–1887) | 14代ウィンチェスター侯 ジョン・ポーレット (1801–1887) | 14代ウィンチェスター侯 ジョン・ポーレット (1801–1887)     | 14代ウィンチェスター侯 ジョン・ポーレット (1801–1887)     |                                                           |                                                           |                                                           |                                                           |                                                           |                                                           | チャールズ・ポーレット (1802–1870)                        | チャールズ・ポーレット (1802–1870)                        | チャールズ・ポーレット (1802–1870) | チャールズ・ポーレット (1802–1870) | チャールズ・ポーレット (1802–1870)                        | チャールズ・ポーレット (1802–1870) |                                  |                                  |                                  |                                  |  |  |  |  |  |  |  |  |  |  |  |  |  |  |  |  |  |  |
|                                                                        |                                                                        |                                                                        |                                                                        |                                                                        |                                                                        |                                                                     |                                                                     |                                                                        |                                                                        |                                                                        |                                                                        |                                                                        |                                                                        |                                                                     |                                                                     |                                                                     |                                                                     |                                                             |                                                             |                                                       |                                                       |                                                           |                                                           |                                                           |                                                           |                                                           |                                                           |                                                           |                                                           |                                                           |                                                           |                                    |                                    |                                                           |                                    |                                  |                                  |                                  |                                  |  |  |  |  |  |  |  |  |  |  |  |  |  |  |  |  |  |  |
|                                                                        |                                                                        |                                                                        |                                                                        |                                                                        |                                                                        |                                                                     |                                                                     |                                                                        |                                                                        |                                                                        |                                                                        |                                                                        |                                                                        | 15代ウィンチェスター侯 オーガスタス・ポーレット (1858–1899)         | 15代ウィンチェスター侯 オーガスタス・ポーレット (1858–1899)         | 15代ウィンチェスター侯 オーガスタス・ポーレット (1858–1899)         | 15代ウィンチェスター侯 オーガスタス・ポーレット (1858–1899)         | 15代ウィンチェスター侯 オーガスタス・ポーレット (1858–1899) | 15代ウィンチェスター侯 オーガスタス・ポーレット (1858–1899) |                                                       |                                                       | 16代ウィンチェスター侯 ヘンリー・ポーレット (1862–1962)   | 16代ウィンチェスター侯 ヘンリー・ポーレット (1862–1962)   | 16代ウィンチェスター侯 ヘンリー・ポーレット (1862–1962)   | 16代ウィンチェスター侯 ヘンリー・ポーレット (1862–1962)   | 16代ウィンチェスター侯 ヘンリー・ポーレット (1862–1962)   | 16代ウィンチェスター侯 ヘンリー・ポーレット (1862–1962)   |                                                           |                                                           | チャールズ・ポーレット (1832–1897)                        | チャールズ・ポーレット (1832–1897)                        | チャールズ・ポーレット (1832–1897) | チャールズ・ポーレット (1832–1897) | チャールズ・ポーレット (1832–1897)                        | チャールズ・ポーレット (1832–1897) |                                  |                                  |                                  |                                  |  |  |  |  |  |  |  |  |  |  |  |  |  |  |  |  |  |  |
|                                                                        |                                                                        |                                                                        |                                                                        |                                                                        |                                                                        |                                                                     |                                                                     |                                                                        |                                                                        |                                                                        |                                                                        |                                                                        |                                                                        | 15代ウィンチェスター侯 オーガスタス・ポーレット (1858–1899)         | 15代ウィンチェスター侯 オーガスタス・ポーレット (1858–1899)         | 15代ウィンチェスター侯 オーガスタス・ポーレット (1858–1899)         | 15代ウィンチェスター侯 オーガスタス・ポーレット (1858–1899)         | 15代ウィンチェスター侯 オーガスタス・ポーレット (1858–1899) | 15代ウィンチェスター侯 オーガスタス・ポーレット (1858–1899) |                                                       |                                                       | 16代ウィンチェスター侯 ヘンリー・ポーレット (1862–1962)   | 16代ウィンチェスター侯 ヘンリー・ポーレット (1862–1962)   | 16代ウィンチェスター侯 ヘンリー・ポーレット (1862–1962)   | 16代ウィンチェスター侯 ヘンリー・ポーレット (1862–1962)   | 16代ウィンチェスター侯 ヘンリー・ポーレット (1862–1962)   | 16代ウィンチェスター侯 ヘンリー・ポーレット (1862–1962)   |                                                           |                                                           | チャールズ・ポーレット (1832–1897)                        | チャールズ・ポーレット (1832–1897)                        | チャールズ・ポーレット (1832–1897) | チャールズ・ポーレット (1832–1897) | チャールズ・ポーレット (1832–1897)                        | チャールズ・ポーレット (1832–1897) |                                  |                                  |                                  |                                  |  |  |  |  |  |  |  |  |  |  |  |  |  |  |  |  |  |  |
|                                                                        |                                                                        |                                                                        |                                                                        |                                                                        |                                                                        |                                                                     |                                                                     |                                                                        |                                                                        |                                                                        |                                                                        |                                                                        |                                                                        |                                                                     |                                                                     |                                                                     |                                                                     |                                                             |                                                             |                                                       |                                                       |                                                           |                                                           |                                                           |                                                           |                                                           |                                                           |                                                           |                                                           |                                                           |                                                           |                                    |                                    |                                                           |                                    |                                  |                                  |                                  |                                  |  |  |  |  |  |  |  |  |  |  |  |  |  |  |  |  |  |  |
|                                                                        |                                                                        |                                                                        |                                                                        |                                                                        |                                                                        |                                                                     |                                                                     |                                                                        |                                                                        |                                                                        |                                                                        |                                                                        |                                                                        |                                                                     |                                                                     |                                                                     |                                                                     |                                                             |                                                             |                                                       |                                                       |                                                           |                                                           |                                                           |                                                           | チャールズ・ポーレット (1873–1953)                        | チャールズ・ポーレット (1873–1953)                        | チャールズ・ポーレット (1873–1953)                        | チャールズ・ポーレット (1873–1953)                        | チャールズ・ポーレット (1873–1953)                        | チャールズ・ポーレット (1873–1953)                        |                                    |                                    | セシル・ポーレット (1875–1916)                            | セシル・ポーレット (1875–1916)     | セシル・ポーレット (1875–1916)   | セシル・ポーレット (1875–1916)   | セシル・ポーレット (1875–1916)   | セシル・ポーレット (1875–1916)   |  |  |  |  |  |  |  |  |  |  |  |  |  |  |  |  |  |  |
|                                                                        |                                                                        |                                                                        |                                                                        |                                                                        |                                                                        |                                                                     |                                                                     |                                                                        |                                                                        |                                                                        |                                                                        |                                                                        |                                                                        |                                                                     |                                                                     |                                                                     |                                                                     |                                                             |                                                             |                                                       |                                                       |                                                           |                                                           |                                                           |                                                           | チャールズ・ポーレット (1873–1953)                        | チャールズ・ポーレット (1873–1953)                        | チャールズ・ポーレット (1873–1953)                        | チャールズ・ポーレット (1873–1953)                        | チャールズ・ポーレット (1873–1953)                        | チャールズ・ポーレット (1873–1953)                        |                                    |                                    | セシル・ポーレット (1875–1916)                            | セシル・ポーレット (1875–1916)     | セシル・ポーレット (1875–1916)   | セシル・ポーレット (1875–1916)   | セシル・ポーレット (1875–1916)   | セシル・ポーレット (1875–1916)   |  |  |  |  |  |  |  |  |  |  |  |  |  |  |  |  |  |  |
|                                                                        |                                                                        |                                                                        |                                                                        |                                                                        |                                                                        |                                                                     |                                                                     |                                                                        |                                                                        |                                                                        |                                                                        |                                                                        |                                                                        |                                                                     |                                                                     |                                                                     |                                                                     |                                                             |                                                             |                                                       |                                                       |                                                           |                                                           |                                                           |                                                           | 17代ウィンチェスター侯 リチャード・ポーレット (1905–1968) | 17代ウィンチェスター侯 リチャード・ポーレット (1905–1968) | 17代ウィンチェスター侯 リチャード・ポーレット (1905–1968) | 17代ウィンチェスター侯 リチャード・ポーレット (1905–1968) | 17代ウィンチェスター侯 リチャード・ポーレット (1905–1968) | 17代ウィンチェスター侯 リチャード・ポーレット (1905–1968) |                                    |                                    | ジョージ・ポーレット (1905–1961)                          | ジョージ・ポーレット (1905–1961)   | ジョージ・ポーレット (1905–1961) | ジョージ・ポーレット (1905–1961) | ジョージ・ポーレット (1905–1961) | ジョージ・ポーレット (1905–1961) |  |  |  |  |  |  |  |  |  |  |  |  |  |  |  |  |  |  |
|                                                                        |                                                                        |                                                                        |                                                                        |                                                                        |                                                                        |                                                                     |                                                                     |                                                                        |                                                                        |                                                                        |                                                                        |                                                                        |                                                                        |                                                                     |                                                                     |                                                                     |                                                                     |                                                             |                                                             |                                                       |                                                       |                                                           |                                                           |                                                           |                                                           | 17代ウィンチェスター侯 リチャード・ポーレット (1905–1968) | 17代ウィンチェスター侯 リチャード・ポーレット (1905–1968) | 17代ウィンチェスター侯 リチャード・ポーレット (1905–1968) | 17代ウィンチェスター侯 リチャード・ポーレット (1905–1968) | 17代ウィンチェスター侯 リチャード・ポーレット (1905–1968) | 17代ウィンチェスター侯 リチャード・ポーレット (1905–1968) |                                    |                                    | ジョージ・ポーレット (1905–1961)                          | ジョージ・ポーレット (1905–1961)   | ジョージ・ポーレット (1905–1961) | ジョージ・ポーレット (1905–1961) | ジョージ・ポーレット (1905–1961) | ジョージ・ポーレット (1905–1961) |  |  |  |  |  |  |  |  |  |  |  |  |  |  |  |  |  |  |
|                                                                        |                                                                        |                                                                        |                                                                        |                                                                        |                                                                        |                                                                     |                                                                     |                                                                        |                                                                        |                                                                        |                                                                        |                                                                        |                                                                        |                                                                     |                                                                     |                                                                     |                                                                     |                                                             |                                                             |                                                       |                                                       |                                                           |                                                           |                                                           |                                                           |                                                           |                                                           |                                                           |                                                           |                                                           |                                                           |                                    |                                    | 18代ウィンチェスター侯 ナイジェル・ポーレット (1941–2016) |                                    |                                  |                                  |                                  |                                  |  |  |  |  |  |  |  |  |  |  |  |  |  |  |  |  |  |  |
|                                                                        |                                                                        |                                                                        |                                                                        |                                                                        |                                                                        |                                                                     |                                                                     |                                                                        |                                                                        |                                                                        |                                                                        |                                                                        |                                                                        |                                                                     |                                                                     |                                                                     |                                                                     |                                                             |                                                             |                                                       |                                                       |                                                           |                                                           |                                                           |                                                           |                                                           |                                                           |                                                           |                                                           |                                                           |                                                           |                                    |                                    |                                                           |                                    |                                  |                                  |                                  |                                  |  |  |  |  |  |  |  |  |  |  |  |  |  |  |  |  |  |  |
|                                                                        |                                                                        |                                                                        |                                                                        |                                                                        |                                                                        |                                                                     |                                                                     |                                                                        |                                                                        |                                                                        |                                                                        |                                                                        |                                                                        |                                                                     |                                                                     |                                                                     |                                                                     |                                                             |                                                             |                                                       |                                                       |                                                           |                                                           |                                                           |                                                           |                                                           |                                                           |                                                           |                                                           |                                                           |                                                           |                                    |                                    | 19代ウィンチェスター侯 クリストファー・ポーレット (1969–) |                                    |                                  |                                  |                                  |                                  |  |  |  |  |  |  |  |  |  |  |  |  |  |  |  |  |  |  |